# 武汉实验外国语学校
武汉实验外国语学校（英語：Wuhan Experimental Foreign Languages School），是中国湖北武汉的一所外国语学校，于1998年成立。该校前身武汉外国语学校创立的小学部与初中部。